# アヤンレ・スレイマン
アヤンレ・スレイマン（アムハラ語：አያልነህ ሱሌይማን、ラテン文字表記：Ayanleh Souleiman、1992年12月3日 - ）は、ジブチの陸上競技選手。ハッサン・アヤンレ（Hassan Ayanleh）としても知られる選手で、中距離走、特に1500mを専門とする。1500mの自己ベスト3分30秒31はジブチ記録であり、3000mの7分42秒22もジブチ記録である。

## 経歴
スレイマンが最初に国際大会で名を挙げたのは2009年のフランス語圏競技大会で、1500mに出場し10位に入賞した。世界ユース選手権には3000mで出場したが、予選落ちであった。
2011年、カタール・ドーハで開かれたパンアラブ競技大会に1500mで出場、3分34秒32をマークして優勝、ジブチに初めての同大会でのメダルをもたらした。同年のアフリカ競技大会にも1500mで出場、6位入賞を果たした。
翌年には世界のトップレベルに名乗りを上げ、世界室内選手権の1500mで5位に入賞した。主要な国際大会での初メダルも2012年にアフリカ選手権の1500mで銀メダルを獲得することで達成した。しかし、メダル獲得が期待されたロンドンオリンピックには、怪我のため欠場した。
2013年2月、フランダース国際で3000mに出場し、ジブチ記録7分39秒81を樹立して3位に入賞した。同年6月にはスウェーデンの大会で800mのジブチ記録を更新している。
2013年8月、ロシア・モスクワで開かれた世界選手権に800mで出場、エチオピアのモハメド・アマン、アメリカのニック・シモンズに次ぐ銅メダルを獲得した。世界選手権での銅メダル獲得はジブチ勢では初であり、翌2014年にはポーランド・ソポトで開催された世界室内選手権の1500mで金メダルを獲得し、初の金メダルをジブチにもたらした。

## 個人記録
| 種目      | 記録      | 年   | 備考 |
| --------- | --------- | ---- | ---- |
| 800m      | 1分43秒63 | 2013 | NR   |
| 1500m     | 3分29秒58 | 2012 | NR   |
| 1マイル   | 3分47秒32 | 2014 | NR   |
| 3000m     | 7分42秒22 | 2012 | NR   |
| 1500m室内 | 3分35秒2  | 2014 | NR   |
| 3000m室内 | 7分39秒81 | 2013 | NR   |

## 主な成績
| 年         | 大会                   | 開催地                  | 結果           | 種目       | 記録       |
| ジブチ代表 | ジブチ代表             | ジブチ代表              | ジブチ代表     | ジブチ代表 | ジブチ代表 |
| ---------- | ---------------------- | ----------------------- | -------------- | ---------- | ---------- |
| 2009       | 世界ユース選手権       | イタリア ブレッサノーネ | 17位（予選）   | 3000m      | 8:31.83    |
| 2009       | フランス語圏競技大会   | レバノン ベイルート     | 10位           | 1500m      | 3:57.40    |
| 2011       | アフリカジュニア選手権 | ボツワナ ハボローネ     | 11位（予選）   | 800m       | 1:51.78    |
| 2011       | アフリカジュニア選手権 | ボツワナ ハボローネ     | 9位            | 1500m      | 3:46.51    |
| 2011       | アフリカ競技大会       | モザンビーク マプト     | 6位            | 1500m      | 3:36.34    |
| 2011       | パンアラブ競技大会     | カタール ドーハ         | 1位            | 1500m      | 3:34.32    |
| 2012       | 世界室内選手権         | トルコ イスタンブール   | 5位            | 1500m      | 3:47.35    |
| 2012       | アフリカ選手権         | ベナン ポルトノボ       | 2位            | 1500m      | 3:36.34    |
| 2013       | 世界選手権             | ロシア モスクワ         | 3位            | 800m       | 1:43.76    |
| 2013       | 世界選手権             | ロシア モスクワ         | 11位（準決勝） | 1500m      | 3:37.96    |
| 2013       | フランス語圏競技大会   | フランス ニース         | 1位            | 1500m      | 3:57.35    |
| 2014       | 世界室内選手権         | ポーランド ソポト       | 1位            | 1500m      | 3:37.52    |
| 2014       | アフリカ選手権         | モロッコ マラケシュ     | 1位            | 1500m      | 3:42.49    |